# 第四次工業革命
第四次工業革命 (4IR) 指的是從18世紀晚期工業革命開始後進入的第四個階段，被描述成各種科技的跨领域融合，而融合的過程因使得物理、數位和生物等領域科技之間界線難分，故統稱為網宇實體系統。第四次工业革命是以新型合成材料（如石墨烯）、基因工程、人机互控、量子信息、可控核聚变、清潔能源以及生物技術爲突破口并通过高科技制造业实现规模经济的技术革命，进入21世纪后的各種新興科技的突破為其特徵，如機器人學、人工智慧、奈米科技、量子電腦、生物科技、物聯網、工業物聯網（IIoT）、分散式共識、5G、增材製造/3D列印和全自动载具。
世界經濟論壇的執行董事長克勞斯·施瓦布認為就數位化和人工智慧對全球經濟的影響來看，第四次工業革命和第二次機器時代息息相關，但他認為生物科技的進步在前者佔有著更廣泛的角色。這些科技擾亂了每一個國家幾乎所有的產業，而這些改變的深度和廣度則帶來了整個生產、管理和治理系統的范式轉型。施瓦布把新興科技的突破視為這個革命的一部分，如人工智慧、機器人學、物聯網、自動駕駛汽車、3D列印、量子電腦以及奈米科技。在第四波的工業革命中，我們將會看到那些具有高度擾亂潛力的新興科技的大量運用。
2019年在世界經濟論壇達沃斯的會議中指出社會5.0 （页面存档备份，存于）也許是第四次工業革命後的另一波工業革命。

## 歷史

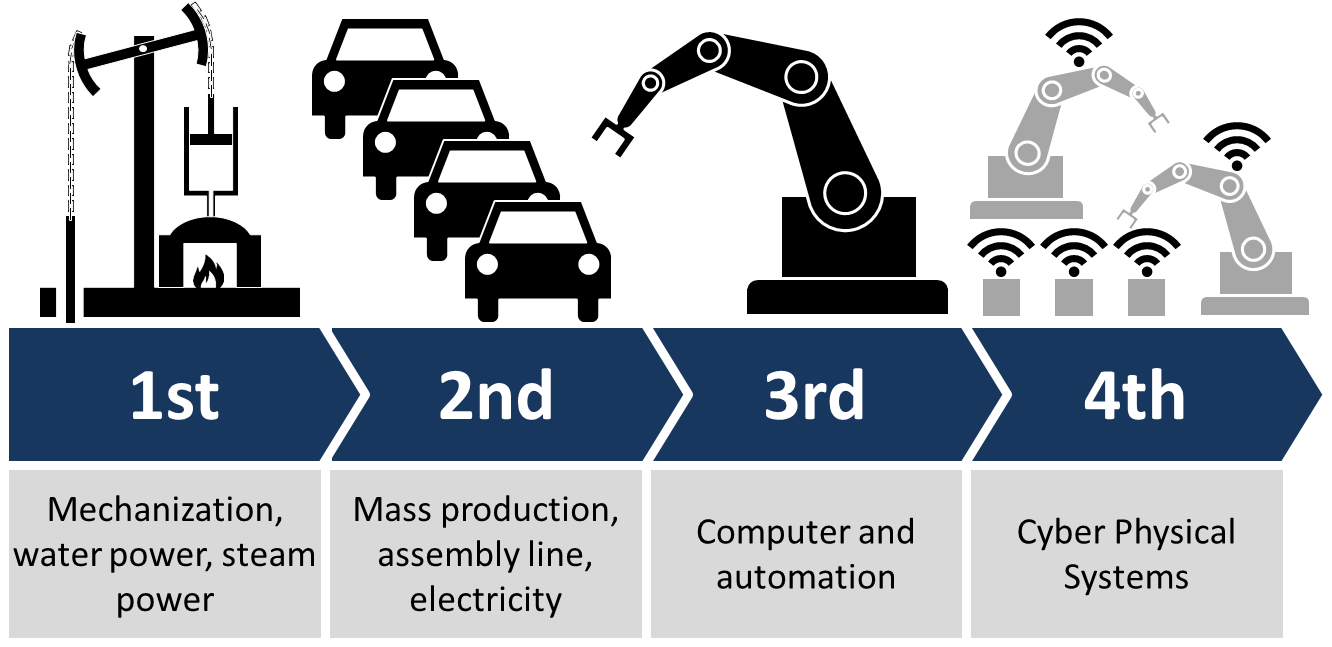
四次工業革命

「第四次工業革命」一詞最早由一個為德國政府制定高科技策略的科學家團隊提出。世界經濟論壇 (WEF) 前執行主席克勞斯·施瓦布於2015年在《外交事務》(Foreign Affairs) 發表的一篇文章中，向更多人介紹了這個詞彙。「掌握第四次工業革命 」是在瑞士達沃斯-克洛斯特斯舉行的世界經濟論壇2016年年會的主題。
2016年10月10日，論壇宣佈其位於舊金山的第四次工業革命中心（Centre for the Fourth Industrial Revolution）正式開幕。這也是施瓦布2016年著作的主題和標題。施瓦布將結合硬件、軟件和生物（網宇實體系統, Cyber-Physical System, CPS）的技術納入第四個時代，並強調通訊和連接的進步。施瓦布預期這個時代將以新興科技的突破為標誌，例如機器人、人工智慧、奈米科技、量子運算、生物科技、物聯網、工業物聯網、分散式共識、5G、3D打印以及自動化載具。
在世界經濟論壇 (WEF) 提出的《大重置》  (The Great Reset) 提案中，第四次工業革命 (The Fourth Industrial Revolution) 被列為2019冠状病毒病疫情後可持續重建經濟的解決方案中的一項策略性智慧。